# Charles Leslie Wrenn
Charles Leslie Wrenn est un linguiste britannique né en 1895 et mort en 1969.

## Biographie
Après des études au Queen's College de l'université d'Oxford et une carrière d'enseignant qui le conduit dans divers endroits (Durham, Madras, Dacca ou Leeds), Wrenn devient professeur au King's College de Londres en 1939. En 1946, il est élu à la chaire Rawlinson et Bosworth d'anglo-saxon à Pembroke College, succédant à J. R. R. Tolkien. Il occupe ce poste jusqu'en 1963.
C. L. Wrenn est également associé au cercle littéraire des Inklings, réuni autour de Tolkien, C. S. Lewis et Charles Williams. Il a notamment produit une édition du Beowulf (1953).

## Quelques publications
- 1949 : The English Language
- 1953 : Beowulf, with the Finnsburg fragment (édition)
- 1955 : An Old English Grammar (avec Randolph Quirk)
- 1962 : English and Medieval Studies Presented to J. R. R. Tolkien on the Occasion of His Seventieth Birthday (édition, avec Norman Davis)